# برنارد هکت
برنارد هکت (انگلیسی: Bernard Hackett؛ زادهٔ ۷ سپتامبر ۱۹۳۳) بازیکن فوتبال اهل بریتانیا است.
از باشگاه‌هایی که در آن بازی کرده‌است می‌توان به باشگاه فوتبال استون ویلا و باشگاه فوتبال لیمینگتون اشاره کرد.